# Shad Collins
Shad Collins, geboren als Lester Rallington Collins (Elizabeth, 27 juni 1910 - New York, 6 juni 1978), was een Amerikaanse jazztrompettist van de swing.

## Biografie
Shad Collins groeide op als zoon van een geestelijke. Hij speelde eerst bij Charlie Dixon en werkte begin jaren 1930 bij Eddie White, Chick Webb, Don Redman en Benny Carter, vanaf 1935 bij Teddy Hill, met wie hij in 1937 toerde in het Verenigd Koninkrijk en Frankrijk (en met Django Reinhardt opnam). Eind jaren 1930 behoorde hij tot de legendarische band van Count Basie met Lester Young, met wie de opnamen ontstonden voor Decca Records. In 1939 speelde hij bij James P. Johnson, tijdens de jaren 1940 werkte hij met Helen Humes, Sam Price, Cab Calloway, Nat King Cole, Al Sears, Eddie Heywood en Cousin Joe en tijdens de jaren 1950 werkte Collins met Hot Lips Page. In 1954 werkte hij in het septet van Vic Dickenson en vervolgens bij Sam Taylor. Bovendien werkte hij mee aan talrijke projecten van Basie Alumnis, als Basies Bad Boys met Lester Young, de Basie Reunion en het Paul Quinichette-album For Basie (1957). Collins was ook werkzaam als componist en arrangeur. Hij componeerde het nummer Rock-A-Bye Basie.

## Overlijden
Shad Collins overleed in juni 1978 op 67-jarige leeftijd, drie weken voor zijn verjaardag.